# Dieceza de Szombathely

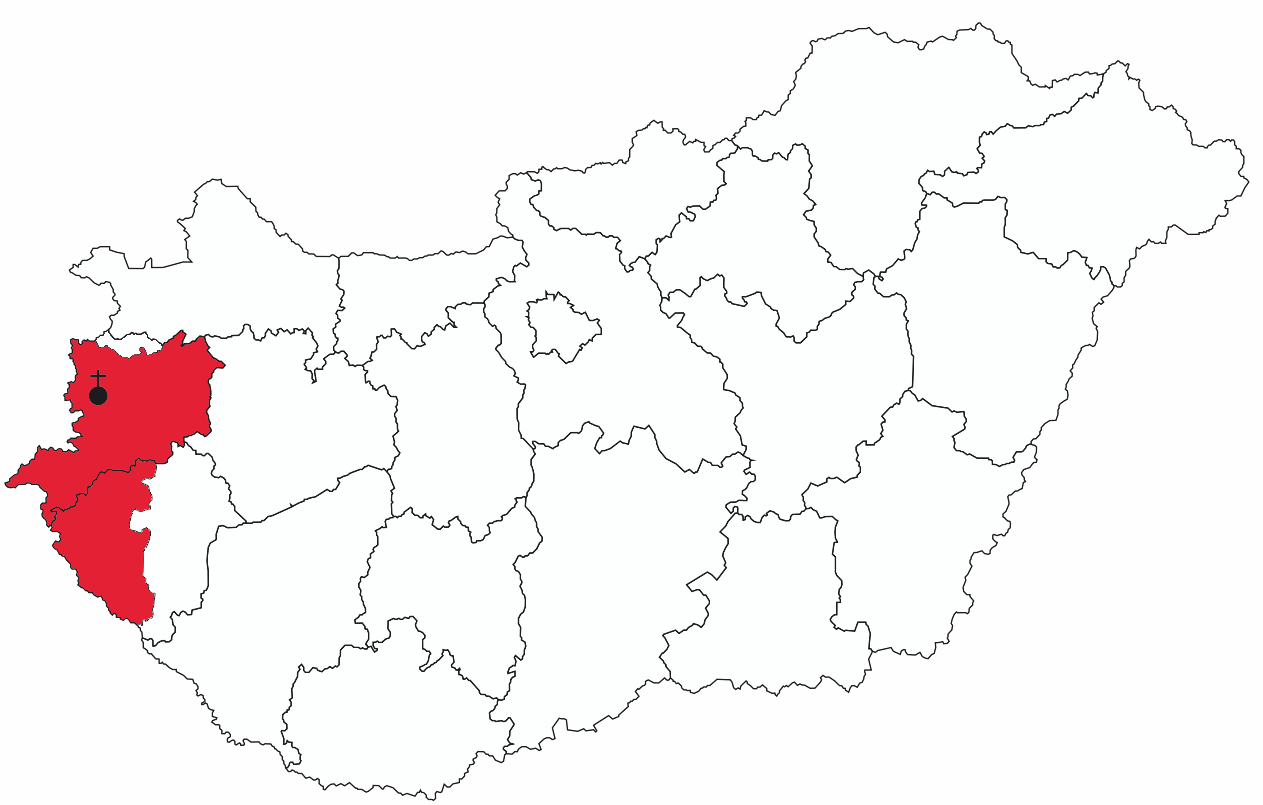
Localizarea jurisdicţiei diecezei pe harta Ungariei

Dieceza romano-catolică de Szombathely (în latină Dioecesis Sabariensis) este una din cele douăsprezece episcopii ale Bisericii Romano-Catolice din Ungaria, cu sediul în orașul Szombathely. Ea se află în provincia mitropolitană a Arhidiecezei de Veszprém.

## Istoric
În anul 1777 împărăteasa Maria Tereza a Austriei a emis un edict prin care în Ungaria au fost fondate două noi episcopii, Dieceza de Székesfehérvár și cea de Szombathely. Episcopia de Szombathely a fost creată prin unirea unei părți a Arhidiecezei de Veszprém cu o parte a Diecezei de Zagreb. Primul episcop a fost Johann Szily, iar episcopia a devenit sufragană a Arhidiecezei de Veszprém.
Între 1911-1935 episcop diecezan a fost János Mikes (1876-1945), descendent al unei familii secuiești din Zăbala. 